# UC 66
L'UC-66 fu un sottomarino posamine tedesco tipo UC II o U-boat della Marina imperiale tedesca durante la prima guerra mondiale.

## Storia
L'U-boat fu ordinato il 12 gennaio 1916 e impostato il 15 luglio 1916. Fu varato dalla Marina Imperiale tedesca il 14 novembre 1916 come UC-66.
In cinque missioni l'UC-66 affondò trentadue navi, sia con siluri sia tramite mine depositate. L'UC-66 venne affondato dall'idrovolante HM n. 8656, un Curtiss Model H-12, al largo delle Isole Scilly il 27 maggio 1917. Il relitto è stato trovato dai subacquei nel 2009. Il suo affondamento fu il primo successo di un aereo contro un U-Boot.

## Dati tecnici
Sottomarino tedesco di tipo UC II, l'UC-66 aveva un dislocamento di 427 tonnellate (420 tonnellate lunghe) in emersione e 508 tonnellate (500 tonnellate lunghe) in immersione. Aveva una lunghezza fuori tutto di 50,35 m (165 piedi 2 pollici), un raggio di 5,22 m (17 piedi 2 pollici) e un pescaggio di 3,64 m (11 piedi 11 pollici). Il sottomarino era alimentato da due motori diesel a quattro tempi a sei cilindri che producevano ciascuno 300 cavalli metrici (220 kW; 300 shp) (per un totale di 600 cavalli metrici (440 kW; 590 shp)), due motori elettrici che producevano 620 cavalli metrici (460 kW; 610 shp) e due alberi di trasmissione. Il suo tempo di immersione era di 48 secondi ed era in grado di operare a una profondità di 50 metri (160 piedi).
Il sottomarino aveva una velocità di superficie massima di 12 nodi (22 km/h; 14 mph) e una velocità in immersione di 7,4 nodi (13,7 km/h; 8,5 mph). In immersione poteva operare per 52 miglia nautiche (96 km; 60 mi) a 4 nodi (7,4 km / h; 4,6 mph); in emersione poteva percorrere 10.420 miglia nautiche (19.300 km; 11.990 mi) a 7 nodi (13 km / h; 8,1 mph). L'UC-66 era dotato di sei tubi da miniera da 100 centimetri (39 pollici), diciotto mine UC 200, tre tubi lanciasiluri da 50 centimetri (20 pollici) (uno a poppa e due a prua), sette siluri e uno da 8,8 cm (Cannone da ponte L/30 del Regno Unito da 3,5 pollici). Il suo equipaggio era composto da ventisei membri.

## Unità affondate
| Data             | Nome            | Nazionalità            | Tonnellaggio | Destino finale |
| ---------------- | --------------- | ---------------------- | ------------ | -------------- |
| 11 Febbraio 1917 | Ada             | Regno Unito (bandiera) | 187          | Affondata      |
| 11 Febbraio 1917 | Vasilissa Olga  | Grecia (bandiera)      | 1,400        | Affondata      |
| 11 Febbraio 1917 | Woodfield       | Regno Unito (bandiera) | 4,300        | Danneggiata    |
| 12 Febbraio 1917 | Afric           | Regno Unito (bandiera) | 11,999       | Affondata      |
| 12 Febbraio 1917 | Lucent          | Regno Unito (bandiera) | 1,409        | Affondata      |
| 15 Febbraio 1917 | Alma Jeanne     | Francia (bandiera)     | 33           | Affondata      |
| 15 Febbraio 1917 | Argos           | Francia (bandiera)     | 26           | Affondata      |
| 15 Febbraio 1917 | Desire Louise   | Francia (bandiera)     | 31           | Affondata      |
| 17 Febbraio 1917 | Driebergen      | Paesi Bassi (bandiera) | 1,884        | Affondata      |
| 17 Febbraio 1917 | Ootmarsum       | Paesi Bassi (bandiera) | 2,313        | Affondata      |
| 17 Febbraio 1917 | Trompenberg     | Paesi Bassi (bandiera) | 1,608        | Affondata      |
| 21 Febbraio 1917 | Energy          | Regno Unito (bandiera) | 25           | Affondata      |
| 21 Febbraio 1917 | K.L.M.          | Regno Unito (bandiera) | 28           | Affondata      |
| 21 Febbraio 1917 | Monarch         | Regno Unito (bandiera) | 35           | Affondata      |
| 22 Febbraio 1917 | Ambon           | Paesi Bassi (bandiera) | 3,598        | Danneggiata    |
| 11 Marzo 1917    | HMS Bayard      | Regno Unito (bandiera) | 220          | Danneggiata    |
| 12 Marzo 1917    | Einar Jarl      | Norvegia (bandiera)    | 1,849        | Affondata      |
| 12 Marzo 1917    | Forget-Me-Not   | Regno Unito (bandiera) | 40           | Affondata      |
| 12 Marzo 1917    | Glynymel        | Regno Unito (bandiera) | 1,394        | Affondata      |
| 12 Marzo 1917    | Memnon          | Regno Unito (bandiera) | 3,203        | Affondata      |
| 12 Marzo 1917    | Reindeer        | Regno Unito (bandiera) | 52           | Affondata      |
| 13 Marzo 1917    | Try             | Regno Unito (bandiera) | 34           | Affondata      |
| 17 Marzo 1917    | City of Memphis | Stati Uniti (bandiera) | 5,252        | Affondata      |
| 17 Marzo 1917    | HMS Mignonette  | Regno Unito (bandiera) | 1,250        | Affondata      |
| 18 Marzo 1917    | HMS Alyssum     | Regno Unito (bandiera) | 1,250        | Affondata      |
| 19 Marzo 1917    | Armoricain      | Francia (bandiera)     | 261          | Affondata      |
| 20 Marzo 1917    | HMHS Asturias   | Regno Unito (bandiera) | 12,002       | Danneggiata    |
| 20 Marzo 1917    | Hazelpark       | Regno Unito (bandiera) | 1,964        | Affondata      |
| 21 Marzo 1917    | Avance          | Regno Unito (bandiera) | 57           | Affondata      |
| 22 Marzo 1917    | Efeu            | Norvegia (bandiera)    | 569          | Affondata      |
| 17 Aprile 1917   | Clan Sutherland | Regno Unito (bandiera) | 2,820        | Danneggiata    |
| 22 Aprile 1917   | Arethusa        | Regno Unito (bandiera) | 1,279        | Affondata      |
| 23 Aprile 1917   | HMT Rose II     | Regno Unito (bandiera) | 213          | Affondata      |
| 27 Aprile 1917   | Quantock        | Regno Unito (bandiera) | 4,470        | Danneggiata    |
| 1 Maggio 1917    | Bagdale         | Regno Unito (bandiera) | 3,045        | Affondata      |
| 1 Maggio 1917    | John W. Pearn   | Regno Unito (bandiera) | 76           | Affondata      |
| 1 Maggio 1917    | La Manche       | Francia (bandiera)     | 335          | Affondata      |
| 25 Maggio 1917   | Sjaelland       | Regno Unito (bandiera) | 1,405        | Affondata      |